# Leptokaryá (ort i Grekland, Mellersta Makedonien, Nomós Pierías)
Leptokaryá är en ort i Grekland.   Den ligger i prefekturen Nomós Pierías och regionen Mellersta Makedonien, i den norra delen av landet, 250 km norr om huvudstaden Aten. Leptokaryá ligger 29 meter över havet och antalet invånare är 3 366.
Terrängen runt Leptokaryá är varierad. Havet är nära Leptokaryá österut.  Närmaste större samhälle är Litóchoro, 7,0 km nordväst om Leptokaryá. 